# Rincón de los Trigos
Rincón de los Trigos är en ort i kommunen San Simón de Guerrero i delstaten Mexiko i Mexiko. Samhället hade 215 invånare vid folkräkningen 2020.